# Pierre Darmon (historien)
Pour les articles homonymes, voir Pierre Darmon (homonymie).
Pierre Darmon est un historien français né à Oran en 1939.

## Biographie
Docteur en histoire et ancien directeur de recherche au CNRS (Centre Roland Mousnier), Pierre Darmon est un spécialiste de l'histoire de la médecine. Il a publié des ouvrages sur la variole, les maladies épidémiques, le cancer, la médecine légale et le milieu médical. Il est également l'auteur d'ouvrages sur le cinéma sous l'Occupation et sur l'Algérie coloniale, ainsi que des récits et des romans.
Il a été professeur au lycée Voltaire (Paris).

## Travaux
Il a publié de nombreux ouvrages sur l'histoire de la médecine, dont Pasteur (Fayard, 1995), L'Homme et les microbes (Fayard, 1999) et Être médecin à Paris en 1900 (Hachette, 2003).
Il s'est également penché sur la Première Guerre mondiale dans Vivre à Paris pendant la Grande Guerre (Fayard, 2002).
Dans Un siècle de passions algériennes (Fayard, 2009), il a travaillé sur son Algérie natale.

## Publications
- Le mythe de la procréation à l'âge baroque, Pauvert, 1977.
- Le Tribunal de l'impuissance : Virilité et défaillances conjugales dans l'Ancienne France, Seuil, 1979  (ISBN 978-2-02-005321-1).
- Mythologie de la femme dans l'ancienne France, 16-18 siècle, Seuil, 1983.
- La longue traque de la variole. Les pionniers de la médecine préventive; Paris (Perrin), 1986; 503 p.;  (ISBN 2-262-00382-3).
- La variole, les nobles et les princes : la petite vérole mortelle de Louis XV, 1989
- Médecins et assassins à la Belle époque : la médicalisation du crime, Seuil, 1989.
- La Rumeur de Rodez : histoire d'un procès truqué, Albin Michel, 1991.
- Les Cellules folles : l'homme face au cancer de l'Antiquité à nos jours, Plon, 1993.
- Landru, Plon, 1994.
- Pasteur, Fayard, 1995.
- Le Monde du cinéma sous l'Occupation, Stock, 1997.
- L'Homme et les microbes XVIIe – XXe siècle, Fayard, 1999.
- Vivre à Paris pendant la Grande Guerre, Fayard, 2002.
- Le Médecin parisien en 1900, Hachette, 2003.
- Un siècle de passions algériennes : histoire de l'Algérie coloniale (1830-1940), Fayard, 2009[2]
- Femme, repaire de tous les vices. Misogynes et féministes en France (XVIe – XIXe siècles), André Versaille, 2012.
- L'Algérie des passions ; 1870-1939, Perrin, 2012 (édition abrégée de Un siècle de passions algériennes)
- L'Algérie de Pétain, Perrin, 2014.
- Défense de cracher! Pollution, environnement et santé à la Belle Époque; Paris (Le Pommier), 2020; 394 p.;  (ISBN 978-2-7465-2268-8).
- Les éditeurs. Chronique du monde de l'édition (1970-2021), Les éditions de Paris, 2021.